# آی‌بی‌ام داس
آی‌بی‌ام داس (انگلیسی: IBM DOS) سیستم عامل کامپیوترهای شخصی آی‌بی‌ام بود، که در فاصله سالهای ۱۹۸۱ تا ۲۰۰۰ توسط شرکت آی‌بی‌ام و با مشارکت مایکروسافت تولید و عرضه می‌شد. در اوایل دهه ۱۹۸۰ کارگروه توسعه رایانه‌های شخصی آی‌بی‌ام، تصمیم گرفت که بر خلاف سنت معمول این شرکت در توسعه تمامی اجزای محصول بصورت امانی، برای نخستین بار بخش‌هایی از دستگاه را از فروشندگان خارج از آی‌بی‌ام تأمین نماید. در آن زمان شرکت مایکروسافت که ۵ سال قبل توسط بیل گیتس تأسیس شده بود، به عنوان تأمین‌کننده سیستم عامل آی‌بی‌ام داس انتخاب شد.